# Хрисида
Хрисида (др.-греч. Χρύσις; дословно «золотая», «золотце») — древнегреческая гетера.
Плутарх привёл имя Хрисиды при перечислении «всесветно знаменитых потаскух», вместе с Антикирой, Ламией и Демо, с которыми Деметрий Полиоркет распутничал в Акрополе.
Кроме Плутарха о Хрисиде писали и другие античные авторы. Хрисиду среди других гетер упоминали Тимокл в «Оресте-Автоклиде» (она находилась со своими подругами-«старухами» рядом со своей несчастной жертвой), Менандр в «Льстеце» и «Самиянке». Антифан даже написал комедию «Хрисида», от которой до наших дней дошло несколько фрагментов.
Прозвище «Хрисида», что обозначало «золотце», «золотая», было распространено среди женщин соответствующей профессии. В этом контексте над гетерами иронизировал Лукиан Самосатский. В сочинении «Любители лжи, или Невер» Ион рассказывает Тихиаду, как влюблённый в Хрисиду юноша с помощью гиперборейского мага за двадцать мин совершил приворот. На это Тихиад замечает, что за двадцать мин Хрисида пошла бы и в страну гипербореев, а лучшим приворотом для неё всегда был звон серебра. Ещё одну гетеру Хрисиду упоминает римский драматург Публий Теренций Афр в «Девушке с Андроса»:
Сперва она вела тут жизнь стыдливую,
Суровую и скромную; тканьем себе
И пряжею искала пропитания;
Но после появилися влюбленные
С посулами и платою, один, другой.
Все люди склонны к наслажденью от труда
Спуститься: принимает предложения,
А там уже берется и за промысел
...
Отсюда ль утром. Спрашиваю: «Малый! эй!
С Хрисидой кто сегодня был?»